# 田中真美
田中 真美（たなか まみ）は、日本の医療福祉工学者。東北大学大学院医工学研究科教授、日本学術会議会員。日本学術振興会賞受賞。

## 人物・経歴
山形県山形市出身。山形市立第十中学校、山形県立山形東高等学校を経て、1993年東北大学工学部機械工学科卒業。1995年東北大学大学院工学研究科博士課程前期課程修了。1999年博士（工学）。
2001年東北大学大学院工学研究科助教授。2002年東京工業大学精密工学研究所助教授併任。2003年文部科学省在外研究員（フランス国立工芸院）。2008年東北大学大学院医工学研究科教授。2014年東北大学男女共同参画推進センター副センター長。
2018年東北大学総長特別補佐（共同参画担当）、日本機械学会理事。2022年東北大学副理事（男女共同参画担当）、東北大学男女共同参画推進センター長。
日本学術会議連携会員を経て、2023年日本学術会議会員、東北大学副理事（男女共同参画担当）、東北大学ダイバーシティ・エクイティ＆インクルージョン（DEI）推進センター長。専門は医療福祉工学。

## 受賞
- 2000年 日本AEM学会論文賞[3]
- 2000年 日本機械学会情報・知能・精密機器部門優秀講演論文賞[3]
- 2002年 日本機械学会奨励賞（研究）[3]
- 2002年 精密工学会東北支部優秀講演奨励賞[3]
- 2003年 日本AEM学会技術賞[3]
- 2005年 MAGDAコンファレンス優秀講演論文賞[3]
- 2005年 Final for Best Conference Paper Award, IEEE International Conference on Information Acquisition[3]
- 2006年 トーキン科学技術振興財団研究奨励賞[3]
- 2006年 Best Poster Award, The 3rd Asia International Conference on Tribology[3]
- 2006年 Best Student Paper, BioRob 2006 The first IEEE/RAS-EMBS International Conference on Biomedical Robotics and Biomecatoronics[3]
- 2008年 日本機械学会賞（論文) [3]
- 2008年 科学技術分野の文部科学大臣表彰若手科学者賞[3]
- 2009年 手島工業教育資金団工業技術研究賞[3]
- 2009年 日本機械学会東北支部技術研究賞[8]
- 2009年 MAGDAコンファレンス優秀講演論文集[3]
- 2010年 日本機械学会船井賞[8]
- 2010年 日本工学教育協会賞業績賞[8]
- 2011年 日本AEM学会賞技術賞[3]
- 2011年 日本機械学会フェロー[8]
- 2012年 日本AEM学会功労賞[8]
- 2014年 FIRSTシンポジウム「『科学技術が拓く2030 年』へのシナリオ」内NEXT ライフ・イノベーション・ポスターセッション金賞[3]
- 2014年 日本学術振興会賞[3]
- 2016年 内閣府女性のチャレンジ支援賞[8]